# جورج فولر
جورج فولر (بالإنجليزية: George Fowler)‏ هو لاعب كرة قدم بريطاني في مركز قلب الدفاع، ولد في 20 نوفمبر 1997 في تشيلمسفورد في المملكة المتحدة. لعب مع إيبسويتش تاون.

## وصلات خارجية
- جورج فولر على موقع قاعدة بيانات كرة القدم.إي يو (الإنجليزية)
- جورج فولر على موقع Soccerbase.com (لاعب) (الإنجليزية)
- جورج فولر على موقع Soccerway.com (الإنجليزية)